# Васкес, Орландо
Орландо Антонио Васкес Мендоса (исп. Orlando Antonio Vásquez Mendoza; род. 13 марта 1969) — никарагуанский тяжелоатлет. Участник летних Олимпийских игр 1992 и 2000 годов, двукратный бронзовый призёр Панамериканских игр 1991 и 1995 годов.

## Биография
Орландо Васкес родился 13 марта 1969 года.
Дважды выигрывал бронзовые медали Панамериканских игр. В 1991 году в Гаване в весовой категории до 52 кг, в 1995 году в Мар-дель-Плате в весовой категории до 54 кг, подняв в сумме двоеборья 242,5 кг.
В 1992 году вошёл в состав сборной Никарагуа на летних Олимпийских играх в Барселоне. В весовой категории до 56 кг в рывке не справился с первым заявленным весом 105 кг и выбыл из соревнований.
В 2000 году вошёл в состав сборной Никарагуа на летних Олимпийских играх в Сиднее. В весовой категории до 56 кг занял 18-е место, подняв в двоеборье 232,5 кг (102,5 кг в рывке + 130 кг в толчке), уступив 72,5 кг завоевавшему золото с мировым рекордом Халилю Мутлу из Турции.